# Tiranet cuallarg petit
El tiranet cuallarg petit (Stigmatura napensis) és un ocell de la família dels tirànids (Tyrannidae).

## Hàbitat i distribució
Habita matolls de ribera, localment a les terres baixes del sud-est de Colòmbia, nord-est del Perú i centre i est del Brasil.